# Oreocharis lancifolia
Oreocharis lancifolia är en tvåhjärtbladig växtart som först beskrevs av Adrien René Franchet, och fick sitt nu gällande namn av Mich. Möller och A. Weber. Oreocharis lancifolia ingår i släktet Oreocharis och familjen Gesneriaceae.

## Underarter
Arten delas in i följande underarter:
- O. l. lancifolia
- O. l. mucronata